# Fabián Bordagaray
Fabián Bordagaray (Avellaneda, 15 febbraio 1987) è un calciatore argentino, attaccante dell'Arsenal Sarandí.

## Carriera
Cresciusto nelle giovanili del Defensa y Justicia, esordisce in prima squadra nel 2007. In seguito viene ingaggiato dal San Lorenzo. Alla prima stagione con la maglia azulgrana conquista ampi spazi da titolare.
L'8 gennaio 2011 passa al River Plate, con cui retrocede in seconda serie per la prima volta nella storia del club.

## Palmarès

### Club

#### Competizioni nazionali
- Campionato argentino: 1

San Lorenzo: Inicial 2013